# Anderson Ridge
Anderson Ridge ist ein 3 km langer Bergkamm im westantarktischen Marie-Byrd-Land. Er ragt oberhalb der Mitte des Kopfendes des Koerwitz-Gletschers im Königin-Maud-Gebirge auf.
Der United States Geological Survey kartierte ihn anhand eigener Vermessungen und mithilfe von Luftaufnahmen der United States Navy zwischen 1960 und 1964. Das Advisory Committee on Antarctic Names benannte ihn nach for Arthur J. Anderson, Meteorologe auf der Amundsen-Scott-Südpolstation im antarktischen Winter 1960.